# Tour du Costa Rica 2023
La Vuelta Costa Rica Telecable 2023 (nom officiel) est la cinquante-septième édition du Tour du Costa Rica. Elle se dispute du 16 décembre au 25 décembre 2023, au Costa Rica.

## Équipes participantes
Onze équipes disputent la compétition pour un total de soixante-seize coureurs inscrits. Deux formations étrangères (Canel's Pro Cycling et une sélection colombienne) de plus étaient prévues. Mais début décembre, les Mexicains déclinent leur participation car trois de leurs leaders rencontrent des problèmes de santé tandis que les Colombiens craignent que la date de la compétition ne leur permette pas de préparer correctement leurs objectifs pour la saison 2024.
| Équipes                                                 | Principaux engagés                                                                                           |
| Movistar-Best PC                                        | Byron Guamá, Santiago Montenegro, Juan Diego Alba, Richard Huera, Pablo Caicedo, Luis Monteros, Bryan Obando |
| Distribuidora Cruz - Tecnoforest - Atómica - Tramasport | Jordan Ruiz, John Jiménez, Marcos Sánchez                                                                    |
| Sélection du Guatemala                                  | Gerson Toc, Esdras Morales                                                                                   |
| Team Costa Frut - Go Rigo Go - Giant                    | Bryan Salas                                                                                                  |
| Colono - Bikestation - Kölbi                            | Daniel Bonilla, Jason Huertas, Sebastián Moya, Sergio Arias                                                  |
| 7C - Economy - Lacoinex                                 | Kevin Rivera, Gabriel Rojas, Leandro Varela, Donovan Ramírez                                                 |
| Real Estelí                                             | Brayan Jiménez, Ricardo Rouillon, Larry Valle                                                                |
| Team CMS - Prefabricados San Carlos                     | Abraham Brenes                                                                                               |
| Ciclo Café - Coffee Experts - Repuestos Mena - Volcano  | Marco Solís                                                                                                  |
| Stichting Universe Cycling Team                         | Bart Buijk, Kenny Nijssen                                                                                    |
| Arroz Ezio - Dr Orozco - Cable1 - BCT                   | Pablo Mudarra                                                                                                |

## Étapes
| Étape     | Date        | Villes étapes                                               |  | Distance (km) | Vainqueur d’étape     | Leader du classement général |
| --------- | ----------- | ----------------------------------------------------------- |  | ------------- | --------------------- | ---------------------------- |
| 1re étape | 16 décembre | Heredia - Cañas                                             |  | 151,5         | Pablo Mudarra         | Pablo Mudarra                |
| 2e étape  | 17 décembre | Cañas - Liberia                                             |  | 159,5         | Donovan Ramírez       | Donovan Ramírez              |
| 3e étape  | 18 décembre | Bagaces - Curubandé                                         |  | 41,2          | 7C Economy - Lacoinex | Donovan Ramírez              |
| 4e étape  | 19 décembre | Liberia - Naranjo                                           |  | 172,2         | Bryan Salas           | Donovan Ramírez              |
| 5e étape  | 20 décembre | San Ramón - Berlín                                          |  | 99,8          | Kevin Rivera          | Sergio Arias                 |
| 6e étape  | 21 décembre | Stade national du Costa Rica - Stade national du Costa Rica |  | 111           | Ricardo Rouillon      | Sergio Arias                 |
| 7e étape  | 22 décembre | San José - Pérez Zeledón                                    |  | 126,6         | Byron Guamá           | Sergio Arias                 |
| 8e étape  | 23 décembre | Pérez Zeledón - Oreamuno                                    |  | 117,2         | Richard Huera         | Juan Diego Alba              |
| 9e étape  | 24 décembre | Paraíso - Paraíso                                           |  | 90,9          | Sebastián Moya        | Juan Diego Alba              |
| 10e étape | 25 décembre | Circuit dans Heredia                                        |  | 99            | Gabriel Rojas         | Juan Diego Alba              |

## Classement général
| \| Classement général \| Classement général \| Classement général \| Classement général \| Classement général \| \| Coureur \| Coureur \| Pays \| Équipe \| Temps \| \| ------------------ \| ------------------- \| ------------------ \| ---------------------------- \| ------------------ \| \| 1er \| Juan Diego Alba[4] \| Colombie \| Movistar-Best PC \| 30 h 42 min 39 s \| \| 2e \| Kevin Rivera \| Costa Rica \| 7C-Economy-Lacoinex \| + 55 s \| \| 3e \| Sergio Arias \| Costa Rica \| Colono - Bikestation - Kölbi \| + 2 min 35 s \| \| 4e \| Santiago Montenegro \| Équateur \| Movistar-Best PC \| + 10 min 04 s \| \| 5e \| Sebastián Moya \| Costa Rica \| Colono - Bikestation - Kölbi \| + 15 min 37 s \| \| 6e \| Brayan Obando \| Équateur \| Movistar-Best PC \| + 15 min 51 s \| \| 7e \| Byron Guamá \| Équateur \| Movistar-Best PC \| + 17 min 28 s \| \| 8e \| Daniel Bonilla \| Costa Rica \| Colono - Bikestation - Kölbi \| + 18 min 04 s \| \| 9e \| Kenny Nijssen \| Pays-Bas \| Universe Cycling Team \| + 20 min 49 s \| \| 10e \| Esdras Morales \| Guatemala \| Guatemala \| + 20 min 54 s \| |                     |            |                              |                  |
| |                     |            |                              |                  |
| Source : ProCyclingStats |                     |            |                              |                  |
| Classement général |                     |            |                              |                  |
| Coureur | Coureur             | Pays       | Équipe                       | Temps            |
| 1er | Juan Diego Alba     | Colombie   | Movistar-Best PC             | 30 h 42 min 39 s |
| 2e | Kevin Rivera        | Costa Rica | 7C-Economy-Lacoinex          | + 55 s           |
| 3e | Sergio Arias        | Costa Rica | Colono - Bikestation - Kölbi | + 2 min 35 s     |
| 4e | Santiago Montenegro | Équateur   | Movistar-Best PC             | + 10 min 04 s    |
| 5e | Sebastián Moya      | Costa Rica | Colono - Bikestation - Kölbi | + 15 min 37 s    |
| 6e | Brayan Obando       | Équateur   | Movistar-Best PC             | + 15 min 51 s    |
| 7e | Byron Guamá         | Équateur   | Movistar-Best PC             | + 17 min 28 s    |
| 8e | Daniel Bonilla      | Costa Rica | Colono - Bikestation - Kölbi | + 18 min 04 s    |
| 9e | Kenny Nijssen       | Pays-Bas   | Universe Cycling Team        | + 20 min 49 s    |
| 10e | Esdras Morales      | Guatemala  | Guatemala                    | + 20 min 54 s    |

## Évolution des classements
| Étapes             | Vainqueur               | Classement général | Classement du meilleur jeune | Classement par points | Classement de la montagne | Classement des étapes volantes | Classement par équipes |
| ------------------ | ----------------------- | ------------------ | ---------------------------- | --------------------- | ------------------------- | ------------------------------ | ---------------------- |
| 1re étape          | Pablo Mudarra           | Pablo Mudarra      | Luis Monteros                | Pablo Mudarra         | Pablo Caicedo             | John Jiménez                   | Movistar - Best PC     |
| 2e étape           | Donovan Ramírez         | Donovan Ramírez    | Donovan Ramírez              | Donovan Ramírez       | Pablo Caicedo             | Marcos Sánchez                 | Movistar - Best PC     |
| 3e étape           | 7C - Economy - Lacoinex | Donovan Ramírez    | Donovan Ramírez              | Gabriel Rojas         | Larry Valle               | Marcos Sánchez                 | 7C Economy - Lacoinex  |
| 4e étape           | Bryan Salas             | Donovan Ramírez    | Donovan Ramírez              | Leandro Varela        | Bryan Salas               | Jason Huertas                  | 7C Economy - Lacoinex  |
| 5e étape           | Kevin Rivera            | Sergio Arias       | Donovan Ramírez              | Leandro Varela        | Sebastián Moya            | Jason Huertas                  | 7C Economy - Lacoinex  |
| 6e étape           | Ricardo Rouillon        | Sergio Arias       | Donovan Ramírez              | Leandro Varela        | Sebastián Moya            | Jason Huertas                  | 7C Economy - Lacoinex  |
| 7e étape           | Byron Guamá             | Sergio Arias       | Donovan Ramírez              | Leandro Varela        | Sebastián Moya            | Jason Huertas                  | 7C Economy - Lacoinex  |
| 8e étape           | Richard Huera           | Juan Diego Alba    | Bryan Obando                 | Kevin Rivera          | Sebastián Moya            | Jason Huertas                  | Movistar - Best PC     |
| 9e étape           | Sebastián Moya          | Juan Diego Alba    | Bryan Obando                 | Kevin Rivera          | Sebastián Moya            | Marcos Sánchez                 | Movistar - Best PC     |
| 10e étape          | Gabriel Rojas           | Juan Diego Alba    | Bryan Obando                 | Kevin Rivera          | Sebastián Moya            | Jason Huertas                  | Movistar - Best PC     |
| Classements finals | Classements finals      | Juan Diego Alba    | Bryan Obando                 | Kevin Rivera          | Sebastián Moya            | Jason Huertas                  | Movistar - Best PC     |